# Bastfallet
En by Bastfallet finns också i Österfärnebo socken, Sandvikens kommun.
Bastfallet är en by i Hedesunda socken, Gävle kommun. Bastfallet är känt i skriftliga källor från år 1650. Områdesnamnet för trakten där Bastfallet finns är Bodarna. Närmaste bygrannar är Slätfallet och Flaten.